# 1378
1378 (MCCCLXXVIII) a fost un an obișnuit al calendarului iulian, care a început într-o zi de duminică.

## Nașteri
- 31 decembrie: Papa Calixt al III-lea (n. Alfonso de Borja y Cavanilles), primul papă spaniol al Romei (d. 1458).

## Decese
- 6 februarie: Ioana de Bourbon, soția regelui Franței, Carol al V-lea (n. 1338)